# Bayerischer Bezirketag
Der Bayerische Bezirketag ist einer der vier kommunalen Spitzenverbände in Bayern mit Sitz in München. Ihm gehören alle sieben bayerischen Bezirke (nicht: Regierungsbezirke) an. Bis 30. September 2013 war sein Name Verband der bayerischen Bezirke.

## Geschichte
Nach dem Sturz der Monarchie (Königreich Bayern) 1918 und der ersten unmittelbaren Wahl der Bezirkstage, damals noch Kreistage genannt – entsprechend der damaligen Bezeichnung Kreise für die heutigen Bezirke, schlossen sich die damals acht bayerischen Kreise 1919 zum Bayerischen Kreistagsverband zusammen. Hauptaufgabe war der Schutz des neu erlangten Selbstverwaltungsrechts der Kreise.
Im Rahmen der Gleichschaltung wurde der Bayerischen Kreistagsverband nach der nationalsozialistischen Machtergreifung bereits durch das „Gesetz über den Deutschen Gemeindetag“ vom 15. Dezember 1933 aufgelöst und in die „Landesdienststelle Bayern des Deutschen Gemeindetags“ überführt, der ein Zwangszusammenschluss aller deutschen Gemeinden und Gemeindeverbände war. Diese kommunale Einheitsorganisation unterstand weitgehend nationalsozialistischer Aufsicht. Gleichzeitig wurden die Kreise der preußischen Nomenklatur folgend in „Bezirke“ umbenannt.
1946 wurden die Bezirke unter der Bezeichnung Kreise als dritte kommunale Ebene durch die Bayerische Verfassung wieder errichtet. Nachdem 1953 die Bayerische Bezirksordnung verabschiedet worden war, bildeten die Bezirkstagspräsidenten der nunmehr sieben bayerischen Bezirke 1954 eine Arbeitsgemeinschaft, die bis 1978 als Personalzusammenschluss bestand. 1979 wurde der Verband der bayerischen Bezirke gegründet und als gleichberechtigter vierter kommunaler Spitzenverband anerkannt. Erst zum 1. Januar 1990 wurde dem Verband den Status einer Körperschaft des öffentlichen Rechts verliehen.
Gründungspräsident des Verbandes war von 1979 bis 2003 der schwäbische Landespolitiker Georg Simnacher. Ihm folgte von 2003 bis 2013 Manfred Hölzlein, Bezirkstagspräsident von Niederbayern sowie von 2013 bis 2018 Josef Mederer, Präsident des Bezirkstages Oberbayern.
Zum 1. Oktober 2013 wurde der Verband der bayerischen Bezirke in die heutige Bezeichnung umbenannt.
Präsident ist seit 2018 Franz Löffler (CSU), erste Stellvertreterin ist Barbara Holzmann (Grüne), zweiter Stellvertreter und Schatzmeister ist Rainer Schneider (Freie Wähler), dritte Stellvertreterin ist Christa Naaß (SPD).

## Aufgaben
Satzungsmäßiges Ziel ist es, die kommunale Selbstverwaltung zu fördern und zu stärken. Als Vertretung seiner Mitglieder gegenüber Staatsregierung und Landtag hat der Bayerische Bezirketag folgende Aufgaben übernommen:
- Beteiligung an der Gesetzgebungsarbeit
- Vertretung, Information und Beratung der Mitglieder
- Zusammenarbeit mit den anderen Spitzenverbänden
- Fort- und Weiterbildung des Bezirkspersonals
- Presse- und Öffentlichkeitsarbeit

Die Arbeit nach innen ist vor allem geprägt durch
- die Organisation von Tagungen und Foren, die entweder dem Gedankenaustausch und/oder der Lösung von Spezialfragen dienen;
- Beratung seiner Mitglieder;
- den Kontakt zu anderen Interessengruppen und Organisationen vermittelt;

## Mitgliedschaften
Der Bayerische Bezirketag entsendet Vertreter in etwa 60 Organisationen und Institutionen, beispielsweise:
- Krankenhausplanungsausschuss
- Bayerische Krankenhausgesellschaft
- Bundesarbeitsgemeinschaft der Höheren Kommunalverbände
- Bundesarbeitsgemeinschaft der überörtlichen Träger der Sozialhilfe
- Landesdenkmalrat

## Aufbau und Organe
- Linke: 2
- SPD: 8
- Grüne: 13
- ÖDP: 2
- FW: 9
- BP: 2
- FDP: 3
- CSU: 24
- AfD: 8

Der Bayerische Bezirketag kennt nach seiner Satzung vom 19. Oktober 1989 folgende Organe:
- Vollversammlung
- Präsidium
- Hauptausschuss

### Vollversammlung
Die Vollversammlung ist das oberste Organ des Verbandes und bestimmt die kommunalpolitischen Leitlinien der Verbandspolitik. Er besteht zurzeit aus 71 Delegierten und tagt einmal jährlich.

### Präsidium
Das Präsidium leitet quasi als Exekutive die Angelegenheiten des Verbandes und repräsentiert ihn nach außen, soweit nicht die Zuständigkeit anderer Verbandsorgane gegeben ist (s. u.). Es setzte sich zusammen aus der Präsidentin bzw. dem Präsidenten, der Ersten Vizepräsidentin bzw. dem Ersten Vizepräsidenten, der Zweiten Vizepräsidentin bzw. dem Zweiten Vizepräsidenten und der Dritten Vizepräsidentin bzw. dem Dritten Vizepräsidenten sowie der Geschäftsführerin bzw. dem Geschäftsführer (Geschäftsführendes Präsidialmitglied).

### Hauptausschuss
Der Hauptausschuss ist für die Angelegenheiten zuständig, die ihm von der Verbandsversammlung oder vom Präsidium zugewiesen werden. Er ist insofern mehr als eine „kleine Verbandsversammlung“, als er in „allen grundsätzlichen Angelegenheiten“ vom Präsidium beteiligt werden muss. Originäre Aufgabe ist die Bestellung der Vertreter des Verbandes in andere Körperschaften, Verbände und Ausschüsse. Der Hauptausschuss setzt sich auch dem Präsidium, den nicht dem Präsidium angehörenden Bezirkstagspräsidenten und 20 weiteren Bezirkstagsmitgliedern zusammen – also insgesamt 29 Mitglieder. Der Hauptausschuss tagt mindestens dreimal jährlich.

### Fachausschüsse
Die Fachausschüsse unterstützen die Arbeit der Organe durch Beratung und Vorbereitung der Sachentscheidungen in ihrem Arbeitsgebiet. Derzeit sind sieben ständige Fachausschüsse errichtet:
- Fachausschuss der Bezirkshauptverwaltungen
- Fachausschuss für Soziales
- Fachausschuss für Psychiatrie und Neurologie
- Fachausschuss der Gesundheitseinrichtungen der Bezirke
- Fachausschuss für Umweltschutz und Fischereiwesen
- Fachausschuss für Kultur und Jugendarbeit
- Fachausschuss für Presse- und Öffentlichkeitsarbeit.

## Geschäftsstelle
Der Bayerische Bezirketag hat in München eine Geschäftsstelle, welche vom Geschäftsführenden Präsidialmitglied geleitet wird. 6 Referate sind in dieser Geschäftsstelle eingerichtet.
Ihre Aufgaben sind
- die Vorbereitung und Organisation der Beratungen der Beschlußorgane und Fachausschüsse
- die Auswertung der Beratungsergebnisse
- Förderung des Gedanken- und Erfahrungsaustausches
- Presse- und Öffentlichkeitsarbeit

Die Geschäftsstelle des Bayerischen Bezirketags hat ihre Räumlichkeiten in München. Das Bildungswerk des Bayerischen Bezirketags hat seinen Sitz im schwäbischen Kloster Irsee. Daneben unterhält der Bayerische Bezirketag zusammen mit den anderen kommunalen Spitzenverbänden das Europabüro der bayerischen Kommunen bei der Europäischen Union in Brüssel.